# Nyquist (langage)
Pour les articles homonymes, voir Nyquist.
 (septembre 2020).
Nyquist est un langage de programmation destiné à la synthèse sonore, la composition musicale et l'analyse. Basé sur le langage Lisp, c'est une extension de la famille XLISP de Lisp.

## Présentation
Avec Nyquist, le programmeur définit, au moyen d'expressions simples, des instruments de musique qu'il utilise pour générer des sons. Il peut alors les combiner en expressions plus complexes pour créer une composition entière, manipuler ou générer une grande variété d'autres sons.
Le langage interprété Nyquist permet de lire et d'enregistrer des fichiers de sons, des fichiers MIDI et des fichiers texte de partitions basés sur Adagio. Sur de nombreux systèmes, il permet aussi de générer des sons en temps réel.
Ce langage de programmation est aussi utilisé dans le logiciel Audacity pour créer des greffons d'effet ("plug-ins").
Une différence importante entre Nyquist et les langages traditionnels de type MUSIC-N est que Nyquist n'isole pas les fonctions de synthèse sonore et les fonctions de composition. Par exemple, le langage Csound comprend deux sous-langages, un pour définir l'« orchestre » (orchestra) et l'autre pour définir la partition (score). Nyquist combine ces deux parties.
Nyquist tourne sous Linux et d'autres environnements Unix, Mac OS et Microsoft Windows.
Le langage de programmation Nyquist et l'interpréteur ont été écrits par Roger Dannenberg de l'université Carnegie-Mellon, avec le soutien de Yamaha et IBM.

## Exemples

### Synthèse
- Génération d'un signal sinusoïdal :

```
(
sine
 
frequence
 
[duree]
)

```

- Génération d'un bruit blanc :

```
(
noise
)

```

- Application d'une enveloppe temporelle à un son :

```
(
mult
 
son
 
(
env
 
0.1
 
0.1
 
0.2
 
1.0
 
0.5
 
0.3
 
1.0
))

```

### Traitement
- Filtre passe-haut, dont la fréquence de coupure peut être une valeur constante ou un signal variable dans le temps :

```
(
hp
 
son
 
frequence_coupure
)

```

- Changement du niveau sonore d'un son, d'un nombre de décibels donné :

```
(
loud
 
dB
 
(
cue
 
son
))

```

- Modification de la durée d'un son, par un facteur donné :

```
(
stretch
 
facteur
 
(
cue
 
son
))

```

- Enchaînement (séquentiel) de deux sons :

```
(
seq
 
(
cue
 
son1
)
 
(
cue
 
son2
))

```

- Combinaison simultanée de deux sons :

```
(
sim
 
(
cue
 
son1
)
 
(
cue
 
son2
))

```